# Beauregard-l'Évêque
Beauregard-l'Évêque é uma comuna francesa na região administrativa de Auvérnia-Ródano-Alpes, no departamento Puy-de-Dôme. Estende-se por uma área de 12,08 km². Em 2010 a comuna tinha 1 555 habitantes (densidade: 128,7 hab./km²).